# أندريه شميد
أندريه شميد (بالإنجليزية: Andre Schmid)‏ (5 أبريل 1983 في الولايات المتحدة - ) هو لاعب كرة قدم أمريكي في مركز الهجوم. شارك مع منتخب الولايات المتحدة تحت 18 سنة لكرة القدم. أما مع النوادي، فقد لعب مع نيويورك ريد بولز وهيوستن دينامو وSeattle Sounders (1994–2008) ‏ وBrooklyn Knights ‏.

## وصلات خارجية
- أندريه شميد على موقع قاعدة بيانات كرة القدم.إي يو (الإنجليزية)